# Смерть рабочего
«Смерть рабочего» (англ. Workingman's Death) — документальный фильм режиссёра Михаэля Главоггера, вышедший на экраны в 2005 году.

## Сюжет
Фильм рассказывает «пять историй о работе в XXI веке». Действие первой истории («Герои») происходит в украинском Донбассе, где безработные мужчины и женщины вынуждены с риском для жизни самостоятельно добывать уголь в заброшенных шахтах, чтобы хоть как-то обеспечить пропитание себе и своим семьям. Вторая часть («Ду́хи») посвящена индонезийским рабочим, которые добывают серу на окутанных клубами пара склонах вулкана Иджен. В третьей истории («Львы») рассказывается о работе крупной бойни в нигерийском городе Порт-Харкорт, где ежедневно прямо на грязной земле забивают множество коров и коз, туши которых затем обжигаются на огне и разделываются. Четвёртая часть («Братья») посвящена деятельности предприятия по утилизации старых кораблей в городке Гадани на побережье Пакистана. В пятой истории («Будущее») речь идёт о работе китайских металлургов с одного из заводов Ляонина. В эпилоге показан парк развлечений в немецком Дуйсбурге, созданный на месте закрытого сталелитейного предприятия.

## Награды и номинации
- 2005 — номинация на премию Европейской киноакадемии за лучший документальный фильм (Михаэль Главоггер).
- 2005 — премия имени Джона Грирсона за лучший документальный фильм на Лондонском кинофестивале (Михаэль Главоггер).
- 2005 — специальный приз жюри Хихонского кинофестиваля (Михаэль Главоггер).
- 2005 — приз ФИПРЕССИ на фестивале документального кино в Лейпциге (Михаэль Главоггер).
- 2006 — приз «Золотой абрикос» за лучший документальный фильм на Ереванском кинофестивале (Михаэль Главоггер).
- 2007 — премия Deutscher Filmpreis за лучший документальный фильм.
- 2007 — номинация на премию Гильдии режиссёров США за лучшую режиссуру документального фильма (Михаэль Главоггер).